# باستر کیتون
جوزف فرانسیس «باستِر» کیتون انگلیسی: Joseph Frank "Buster" Keaton؛ ۴ اکتبر ۱۸۹۵ – ۱ فوریهٔ ۱۹۶۶) بازیگر، کمدین، وودویلین، نویسنده و کارگردان برندهٔ جایزه اسکار آمریکا‌یی بود. او بیشتر با فیلم‌های صامت درخشان و چهرهٔ همیشه بی‌حالت‌اش که به «صورت‌سنگی بزرگ» مشهورش کرد به خاطر آورده می‌شود.
ژنرال یکی از ساخته‌های کیتون که خود نیز نقش اول آن را به عهده داشت، در نظرسنجی انستیتو فیلم آمریکا به عنوان هجدهمین فیلم برتر تاریخ سینما شناخته می‌شود. گفته می‌شود باستر کیتون به خاطر چهره بی‌احساس خود، تأثیرگذارترین بازیگر جهان است.

## کودکی
جوزف فرانک کیتون ملقب به باستر در ۴ اکتبر ۱۸۹۵ در پیکوی، کانزاس زاده شد. سالروز تولدش مصادف بود با شکل‌گیری سینما به شکلی که امروزه آن را هنر هفتم می‌نامند. باستر در خانواده‌ای هنرمند به دنیا آمد. وقتی شش‌ماهه بود از پله‌های ساختمانی سقوط کرد اما هیچ صدمه‌ای ندید؛ به همین دلیل او را «باستر» به معنی «عجیب» نامیدند.
باستر بدن نرم و انعطاف‌پذیرش را از پدر و مادرش به ارث برده بود؛ موهبتی که در آینده در فیلم‌ها به کمکش آمد و او را تبدیل به بزرگ‌ترین بازیگر-کارگردانی کرد که بدل‌کار فیلم‌هایش نیز خودش بود. باستر کیتون در سه سالگی به همراه والدینش به روی صحنه رفت. آن‌ها گروهی سه‌نفره را به نام گروه کیتون‌ها تشکیل داده بودند و وودویل‌هایی کوتاه را برای تماشاگران اجرا می‌کردند.

## ویژگی
صورتِ سنگی، بدن نرم، و جنب‌وجوش وصف‌ناپذیر کیتون از او شمایلی ماندگار ساختند.

## آثار

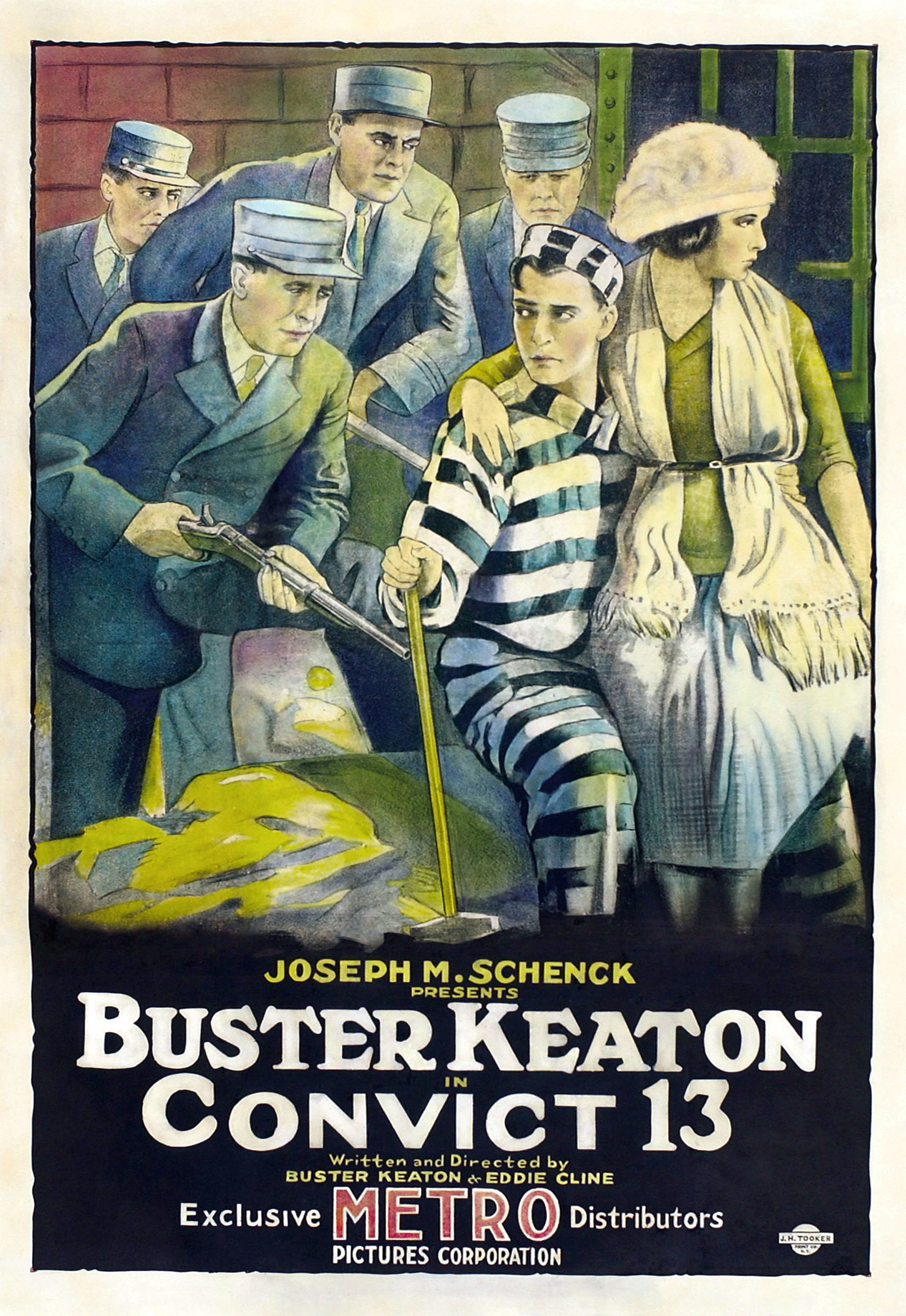
پوستر زندانی ۱۳ (۱۹۲۰)

با گذشت زمان کیتون شروع به ساخت فیلم‌های بلندی کرد که از بهترین آن‌ها می‌توان به ژنرال اشاره کرد. فیلم، داستان لوکوموتیوران جوانی است که ناخواسته متوجه توطئهٔ شمالی‌ها برای ربودن قطار جنوبی‌ها شده و خود به تنهایی از جان مایه می‌گذارد و قطار را باز پس می‌گیرد. قاب‌بندی‌ها، کمدی اسلپ‌استیک، و بازی خیره‌کنندهٔ کیتون، این اثر را به یکی از ماندگارترین آثار سینمای صامت بدل کردند. کیتون آثار ماندگار دیگری همچون شرلوک جوان، نویگی‌تر، و هفت شانس در کارنامهٔ هنر خود دارد.
از بهترین فیلم‌های کوتاه کیتون که تنها ۲۰ دقیقه است می‌توان به یک هفته اشاره کرد. کیتون که همه حرکات اکشن این فیلم را خودش انجام داده توانسته یکی از بدعت‌ها و رسم شکنی‌های سینما را در یک هفته به نمایش بگذارد.
بازی کوتاهش در فیلم روشنی‌های صحنه عالی و اثرگذار بود.
در فوریه ۱۹۱۷ کیتون در «استودیوی تالمج» در شهر نیویورک جایی که آرباکل با جوزف ام. شنک قرارداد داشت، با راسکو آرباکل آشنا شد.
فیلم‌های باستر کیتون واکنش او به پوچی زندگی در دوران مدرن هستند.

## سال‌های پایانی
کیتون همیشه در اوج نبود. او نیز مانند بسیاری از کارگردانان هم‌عصر خود به‌دلیل تحت فشار قرار گرفتن توسط شرکت‌های فیلمسازی بالاخره در دام آنها گرفتار شد و با مترو گلدوین مایر قراردادی بست که این قرارداد را می‌توان سرآغاز نابودی خلاقیت و استعداد باستر کیتون دانست. فشار تهیه‌کنندگان شرکت هر نوع بدعت و خلاقیت را از کارگردانان سلب می‌کرد و کیتون نیز از این امر مستثنا نبود. او که در زندگی زناشویی هم دچار مشکلات فراوانی شده بود، دچار ورشکستگی شد و همسرش هم درخواست طلاق کرد. مدتی بعد شرکت از سر دلسوزی و ترحم بار دیگر قراردادی با باستر امضا کرد و با پرداخت مبلغی ناچیز او را در اختیار گرفت.
اما کیتونِ دههٔ بیست دیگر هیچ‌گاه تکرار نشد. باستر در چندین فیلم بلند ناطق حضور یافت. اما به‌هیچ‌وجه نتوانست موفقیت‌های گذشته را تکرار کند. شاید حضور کوتاه و چند دقیقه‌ای او در سانست بلوار گواهی بر زندگی واقعی‌اش در دههٔ ۱۹۲۰ باشد. سال‌های آخر عمر کیتون در تنهایی و عزلت سپری شد؛ روزهایی که زندگی او هم مانند صورتش سنگی بود.
باستر کیتون در ۱ فوریه ۱۹۶۶ بر اثر ابتلا به بیماری سرطان ریه درگذشت.

## فیلم‌شناسی
- فیلم (۱۹۶۵)
- پارتی شبانه دخترها (۱۹۶۴)
- ماجرای پرشور هالیوود (۱۹۳۹)
- ساده‌لوحی از پادوکا (۱۹۳۵)
- الیوپ (۱۹۳۴)
- سربازان پیاده (۱۹۳۰)
- بی‌قیدوبند (۱۹۳۰)
- فیلمبردار (۱۹۲۸)
- استیمبوت بیل جونیور (۱۹۲۸)
- کالج (۱۹۲۷)
- ژنرال (۱۹۲۶)
- بتلینگ باتلر (۱۹۲۶)
- به غرب برو (۱۹۲۵)
- هفت شانس (۱۹۲۵)
- آیرن میول (۱۹۲۵)
- نویگی‌تر (۱۹۲۴)
- شرلوک جونیور (۱۹۲۴)
- مهمان‌نوازی ما (۱۹۲۳)
- سه عصر (۱۹۲۳)
- شیفته بالون (۱۹۲۳)
- لاو نست (۱۹۲۳)
- پلیس‌ها (۱۹۲۲)
- خیال‌پردازی‌ها (۱۹۲۲)
- شمال یخ‌زده (۱۹۲۲)
- آهنگر (۱۹۲۲)
- خانواده همسرم (۱۹۲۲)
- رنگ‌پریده (۱۹۲۲)
- خانه خالی از سکنه (۱۹۲۱)
- بدشانس (۱۹۲۱)
- بز (۱۹۲۱)
- تماشاخانه (۱۹۲۱)
- اشاره هشداردهنده (۱۹۲۱)
- زندانی ۱۳ (۱۹۲۰)
- همسایه‌ها (۱۹۲۰)
- مترسک (۱۹۲۰)
- گردآوری (۱۹۲۰)
- گاراژ (۱۹۲۰)
- یک هفته (۱۹۲۰)
- پشت‌صحنه (۱۹۱۹)
- دهاتی ساده‌لوح (۱۹۱۹)
- شب بخیر پرستار (۱۹۱۸)
- پادوی هتل (۱۹۱۸)
- در غرب (۱۹۱۸)
- مهتاب (۱۹۱۸)
- جزیره کنی (۱۹۱۷)
- شب عروسی‌اش (۱۹۱۷)
- اوه دکتر! (۱۹۱۷)
- قهرمان کشور (۱۹۱۷)
- شاگرد قصاب (فیلم ۱۹۱۷)
- خانه خشن (۱۹۱۷)